# 문형표
문형표(文亨杓, 1956년 10월 11일 ~ )는 대한민국의 경제학자로, 보건복지부 장관과 국민연금공단 이사장을 역임했다. 현재는 박근혜-최순실 게이트와 관련하여  1~2심에서 징역 2년 6개월을 선고받았다. 삼성그룹 승계에 국민연금을 동원해서 국민에게 큰 피해를 주었다.

## 생애
1956년 10월 11일  서울에서 태어났다. 1975년 서울고등학교를 졸업하고 1989년 펜실베니아대학교 대학원에서 경제학 박사학위를 얻었다. 1998년 대통령비서실 사회복지행정관으로 재직했다. 한국개발연구원에서 노후소득보장체계에 대한 연구와 분배구조 변화, 공적연금, 복지지출 등 공공경제학을 연구했으며 같은해 복지정책연구부장을 지냈다.
2013년 대통령자문 국민경제자문회의 민생경제분과 민간위원, 국세청 국세행정개혁위원회 위원으로 선임되었다.
2013년 12월 2일부터 보건복지부 장관으로 임명되었으나, 연금과 복지 분야에 대해 전문적이지만 보건 및 의료에 대해서는 이해가 떨어진다는 지적을 받았다. 문형표 장관을 임명했던 당시 박근혜 대통령과는 2004년 박근혜 의원 시절 한나라당 연금 관련 태스크포스를 통해 알게 된 것으로 보인다. 2015년 대한민국 중동호흡기증후군 유행에 제대로 대응하지 못해 2015년 8월 26일 사퇴했으며, 같은 해 12월 31일에 국민연금공단 이사장에 취임하였으나, 메르스 사태와 관련해 어떠한 징계도 받지 않은 점에 대한 논란이 있었다.
최광 당시 국민연금공단 이사장은 홍완선의 기금운용본부장 연임을 반대하였고 당시 보건복지부 장관을 맡았던 문형표는 국민연금공단 기금운용본부장을 맡았던 홍완선에게 압력을 넣을 것을 지시하였다. 2016년 12월 31일 박근혜-최순실 게이트 수사를 맡은 박영수특검은 문형표를 직권남용죄, 권리행사방해죄로 구속하였다. 또한 특검은 그에게 지시를 내린 사람을 안종범 전 청와대 경제수석으로 지목하였다.
그는 검찰 조사에서 "복지부 장관에서 물러나기 직전, 박근혜 대통령이 국민연금공단 이사장을 시켜주겠다고 약속했다"라고 말했다.
서울중앙지방법원 형사21부(재판장 조의연 부장판사)는 직권남용 권리행사방해 등의 혐의로 기소된 문 전 장관에게 징역 2년 6개월을 선고했다(2017고합34). 문 전 장관은 1심에 불복하여 항소하였으나, 서울고등법원 형사10부(재판장 이재영 부장판사)는 문 전 이사장에게 1심과 마찬가지로 징역 2년 6개월을 선고했다(2017노1886).

## 학력
- ~ 1975년 서울고등학교
- ~ 1980년 연세대학교 경제학과 학사
- ~ 1983년 연세대학교 대학원 경제학 석사
- ~ 1989년 펜실베이니아대학교 대학원 경제학 박사

## 경력
- 1998년 대통령비서실 사회복지행정관
- 2002년 미국 캘리포니아대학교 버클리캠퍼스 객원연구원
- 2002년 12월 한국개발연구원 재정복지팀 팀장
- 2007년 1월 ~ 2007년 12월 제15대 한국사회보장학회 회장
- 한국개발연구원 재정사회개발연구부 부장
- 한국개발연구원 경제정보센터 소장
- 2011년 8월 ~ 2012년 8월 미국 서던캘리포니아대학교 객원연구원
- 2012년 10월 ~ 2013년 11월 국민연금제도발전위원회 위원장
- 2013년 5월 ~ 2013년 11월 국민경제자문회의 민생경제분과 위원
- 2013년 7월 ~ 2013년 11월 한국개발연구원 재정복지정책연구부 부장
- 2013년 7월 ~ 2013년 11월 한국개발연구원 수석이코노미스트그룹 선임연구위원
- 2013년 10월 국세청 국세행정개혁위원회 위원
- 2013년 12월 ~ 2015년 8월 제51대 보건복지부 장관
- 2015년 9월 한국개발연구원 재정복지정책연구부 초빙연구위원
- 2015년 12월 ~ 2017년 2월 21일 국민연금공단 이사장

## 저서
- 《ECONOMIC CRISIS AND ITS SOCIAL CONSEQUENCES》 2000년
- 《연금 개혁에 관한 연구 : 사각지대 완화를 위한 보험료 지원방안》 2012년